# جنگل‌های کاج جنب‌حاره‌ای هیمالیا
جنگل‌های کاج جنب‌حارّه‌ای هیمالیا (به لاتین: Himalayan subtropical pine forests) یک جنگل و منطقهٔ مسکونی در بوتان (کشور) است.